# Milesia crabroniformis
Milesia crabroniformis là một loài ruồi trong họ Ruồi giả ong (Syrphidae). Loài này được Fabricius mô tả khoa học đầu tiên năm 1775. Milesia crabroniformis phân bố ở vùng Cổ Bắc giới

## Hình ảnh

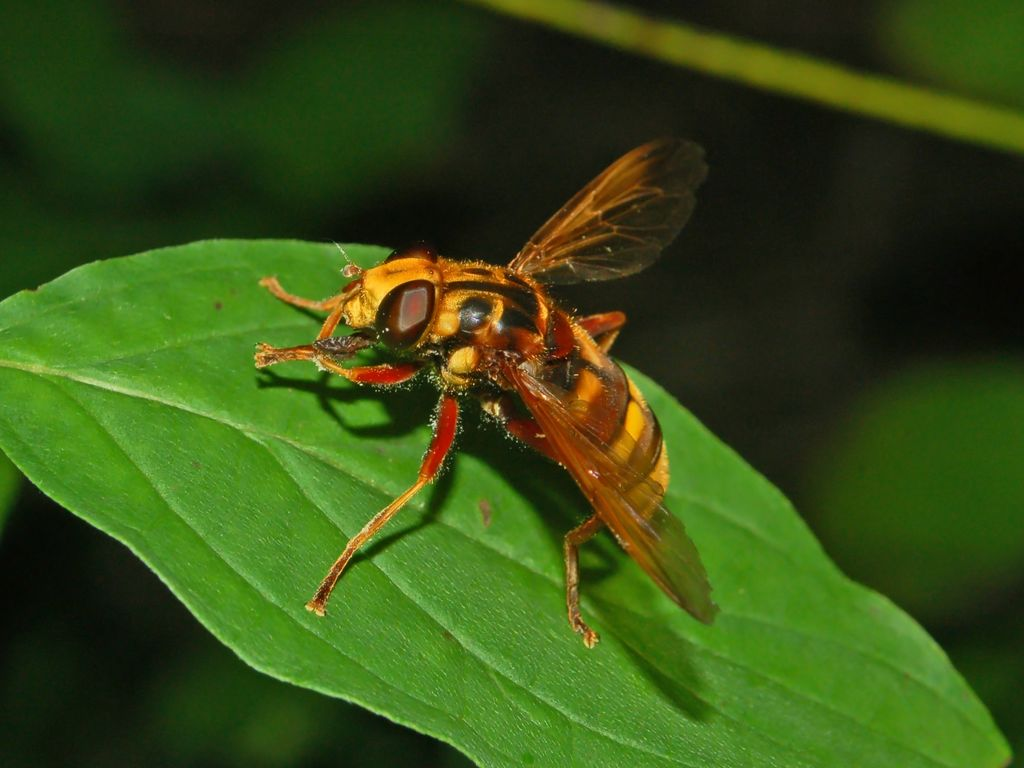
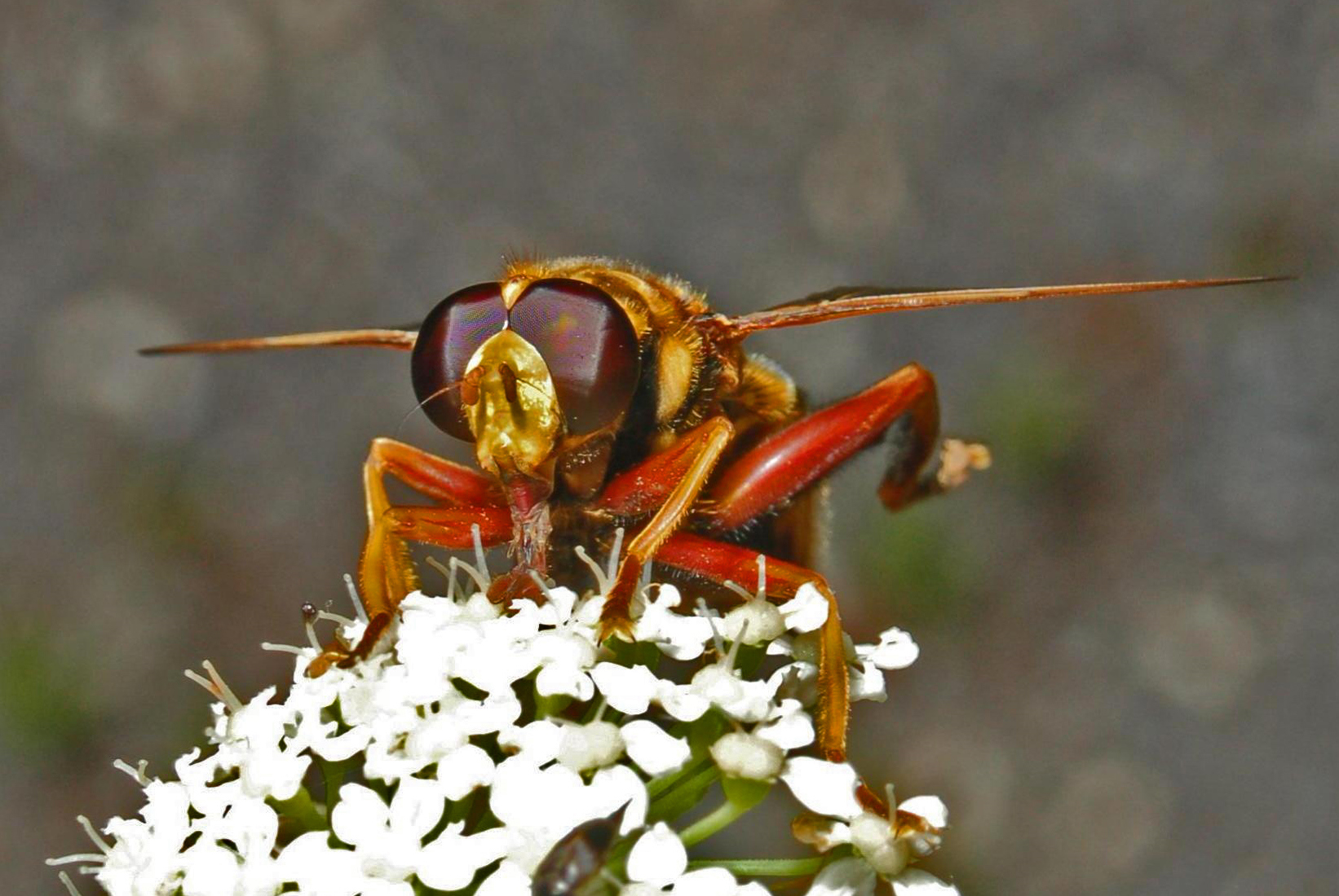